# NGC 3534B
NGC 3534B (другие обозначения — UGC 6193, MCG 5-26-63, ZWG 155.74, PGC 33782) — спиральная галактика (Sb) в созвездии Лев.
Этот объект не входит в число перечисленных в оригинальной редакции «Нового общего каталога» и был добавлен позднее.